# (4932) Texstapa
(4932) Texstapa es un asteroide perteneciente al cinturón de asteroides, descubierto el 9 de marzo de 1984 por Brian A. Skiff desde la Estación Anderson Mesa (condado de Coconino, cerca de Flagstaff, Arizona, Estados Unidos).

## Designación y nombre
Designado provisionalmente como 1984 EA1. Fue nombrado Texstapa en homenaje al encuentro de astrónomos en la “Texas Star Party” en su 18 aniversario que lo hizo en mayo de 1996.

## Características orbitales
Texstapa está situado a una distancia media del Sol de 3,111 ua, pudiendo alejarse hasta 3,152 ua y acercarse hasta 3,071 ua. Su excentricidad es 0,012 y la inclinación orbital 12,92 grados. Emplea 2005 días en completar una órbita alrededor del Sol.

## Características físicas
La magnitud absoluta de Texstapa es 11,9. Tiene 24,671 km de diámetro y su albedo se estima en 0,037.